# Trapinch
Trapinch is een Mieren Put Pokémon. Hij is van het type Grond en heeft een oranje-achtige huidskleur. De Trapinch komt veel voor in woestijnen, waar hij kuilen graaft en wacht op een prooi die erin valt.
Trapinch evolueert op level 35 in een Vibrava, een Vibratie Pokémon. Op deze fase komt er totale verandering. De kleur, de vorm en het type verandert. Daarnaast is Vibrava veel sneller. Ook heeft Vibrava vleugels.
Op level 45 bereikt Trapinch zijn eindfase, Flygon. Flygon is een Mystieke Pokémon. Op deze fase wordt hij een stuk krachtiger en verkrijgt hij optimale snelheid. Ook zijn Flygons erg zeldzaam. Trapinchs krachtigste wapens zijn zijn kaken. Hiermee kan hij zelfs door rotsen heen bijten. Ze leven in groepen waar niemand de leiding neemt. Raar is het dat ze altijd tegelijk met de andere trapinch evolueren. Als ze dan eindelijk geëvolueerd zijn worden ze ook een dragon-type en gaan verder in de lucht.
Een van de krachten van Trapinch is Arena trap, een kracht die ervoor zorgt dat tijdens een gevecht zijn tegenstander niet kan vluchten of terugkeren. Andere pokémon met deze kracht zijn Diglet en Dugtrio.

## Ruilkaartenspel
Er bestaan acht standaard Trapinch-kaarten, waarvan één enkel in Japan uitgebracht is, met allemaal het type Fighting als element. Verder bestaan er nog drie Trapinch δ-kaarten, twee ervan met het type Psychic en één met het type Grass als element.

## Vindplaatsen
- Ruby: Desert Route 111
- Sapphire: Desert Route 111
- Emerald: Desert Route 111 & Mirage Tower
- FireRed: Door te ruilen
- LeafGreen: Door te ruilen

## Evoluties
- Trapinch
- Vibrava
- Flygon